# Campeonato Pan-Pacífico de Natación de 1987
El II Campeonato Pan-Pacífico de Natación se celebró en Brisbane (Australia) entre el  13 y el 16 de agosto de 1987 bajo la organización de la Federación Internacional de Natación (FINA) y la Federación Australiana de Natación.

## Medallero
| Núm. | País           | Oro | Plata | Bronce | Total |
| ---- | -------------- | --- | ----- | ------ | ----- |
| 1    | Estados Unidos | 24  | 13    | 7      | 44    |
| 2    | Australia      | 4   | 7     | 13     | 24    |
| 3    | Canadá         | 3   | 8     | 8      | 19    |
| 4    | China          | 1   | 2     | 2      | 5     |
| 5    | Japón          | 0   | 2     | 1      | 3     |
| 6    | Nueva Zelanda  | 0   | 0     | 1      | 1     |
|      | TOTAL          | 32  | 32    | 32     | 96    |

| Predecesor: Tokio 1985 Japón | Campeonato Pan-Pacífico de Natación II edición | Sucesor: Tokio 1989 Japón |

- Datos: Q875666